# ケイト・リウ
ケイト・リウ（Kate Liu、刘珒、リュー・ジン、1994年5月23日 -）はシンガポール出身の中華系アメリカ人ピアニストである。ケイト・リュウとも表記される。2015年のショパン国際ピアノコンクールで3位に入賞するなど、多くのコンクールに入賞し、国際的な評価を得ている。

## 略歴
1994年5月23日にシンガポールで生まれた。4歳でピアノを始め、6歳でシンガポールのヤマハの才能のある子ども向けのピアノ教室に通う。8歳の時にアメリカ合衆国のシカゴに家族とともに移住。シカゴ音楽院でアラン・チョウ（Alan Chow）、ミカ・ユイ（Micah Yui）、エミリオ・デル・ロザリオ（Emilio del Rosario）に師事した後、カーティス音楽院を卒業。その後ジュリアード音楽院の大学院でロバート・マクドナルド（Robert McDonald）およびヨヘヴェド・カプリンスキーに学んでいる。
この間、2015年の第17回ショパン国際ピアノコンクールにて第3位入賞とともに特別賞のマズルカ賞も受賞し国際的な評価を得るなど、複数のコンクールで入賞を果たしている。

## 演奏の特徴など
好きなピアニストとしては、エミール・ギレリスとグリゴリー・ソコロフを挙げている。
ショパン国際ピアノコンクールにおいては、技術力以上に想像力や感情表現を評価された。

## コンクール入賞歴
- 2010年：ニューヨーク国際ピアノコンクール：第1位
- 2014年：モントリオール国際音楽コンクール：ファイナリスト
- 2015年：ショパン国際ピアノコンクール（ワルシャワ）：第3位・マズルカ賞

## ディスコグラフィー
- 『第17回ショパン国際ピアノ・コンクール・ライヴ』（ポーランド国立フレデリック・ショパン研究所（英語版）、2015年、NIFCCD 619）

## 参考資料
- “ケイト・リウ”. JAPAN ARTS.   ジャパン・アーツ. 2021年5月14日閲覧。
- “Biography”. Kate Liu. 2021年5月14日閲覧。
- 高坂, はる香 (2015年12月23日). “ケイト・リウ おまけインタビュー”. ピアノの惑星ジャーナル. 2021年5月21日閲覧。
- 菅野, 恵理子 (2015年10月24日). “ショパン国際コンクール（29）深く洗練された音楽理解を — 審査員リンク先生”. ピティナ. 2015ショパンコンクールレポート.  全日本ピアノ指導者協会. 2021年5月14日閲覧。
- “Kate Liu”. The 17th International Fryderyk Chopin Piano Competition.  medici.tv (2015年). 2021年5月14日閲覧。
- 高坂, はる香 (2016年1月4日). “インタビュー：ケイト・リウ（第3位、マズルカ賞）”. JAPAN ARTS.   ジャパン・アーツ. 2021年5月21日閲覧。